# André Stinka

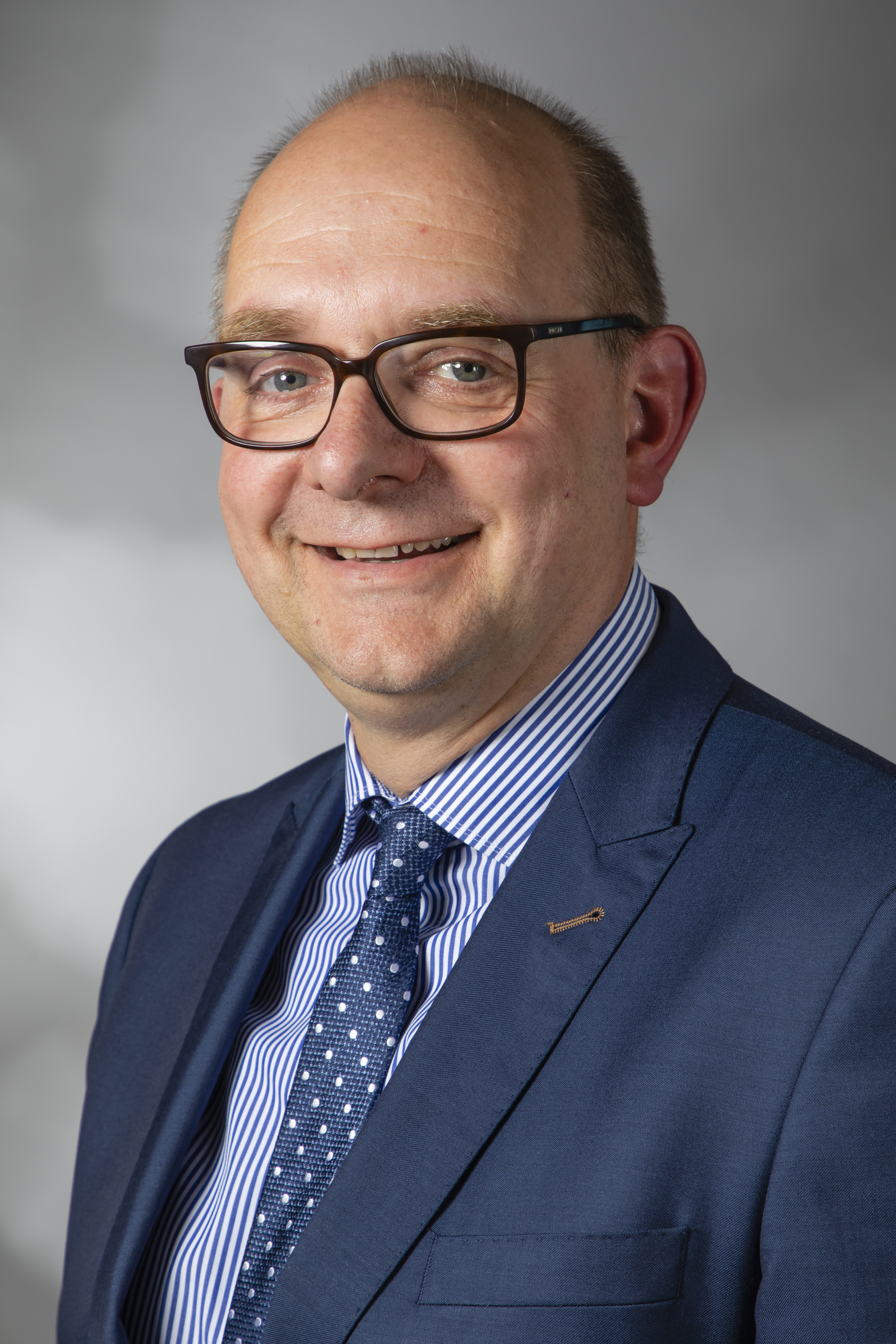
André Stinka (2019)

André Stinka (* 13. Juni 1965 in Dülmen) ist ein deutscher Politiker (SPD). Er ist seit dem Jahr 2015 Mitglied des Landtages von Nordrhein-Westfalen, dem er bereits von 2005 bis 2012 angehörte. Er war von 2012 bis 2017 Generalsekretär der SPD Nordrhein-Westfalen.

## Ausbildung und Leben
André Stinka besuchte in den Jahren 1971 bis 1974 die Overberggrundschule in Dülmen und von 1974 bis 1981 die Städtische Realschule (heute Hermann-Leeser-Schule) in Dülmen. Anschließend erhielt er eine Ausbildung zum Beamten bei der Bundeswehrverwaltung in Dülmen. Stinka war zwischen 1984 und 1989 bei der Stammdienststelle der Luftwaffe in Köln und ist seit 1989 Beamter beim Oberverwaltungsgericht des Landes NRW in Münster.
Stinka hat zwei Söhne.

## Politik
Im Jahr 1985 trat André Stinka in die SPD ein. Er war von 2000 bis 2021 Vorsitzender des SPD-Unterbezirks Coesfeld.

### Kommunalpolitik
2004 scheiterte Stinka als Landratskandidat im Kreis Coesfeld gegen Konrad Püning von der CDU. Er zog aber als Abgeordneter in den Coesfelder Kreistag ein und wurde dort zum stellvertretenden Landrat gewählt. 2009 errang er in Dülmen ein Direktmandat für den Kreistag und wurde zum Fraktionsvorsitzenden seiner Fraktion gewählt. Nach seiner Berufung zum SPD-Generalsekretär 2012 legte er sein Kreistagsmandat nieder.

### Landespolitik
Bei der Landtagswahl 2000 kandidierte Stinka erstmals im Wahlkreis Coesfeld II für den Landtag, verpasste jedoch den Einzug. 2005 zog er dann über die Landesliste in den Landtag von Nordrhein-Westfalen ein.
Bei der Landtagswahl 2010 konnte er sein Mandat zunächst nicht verteidigen. Als zweiter Nachrücker auf der Reserveliste zog er jedoch im Anschluss an die Bildung einer rot-grünen Minderheitsregierung unter Ministerpräsidentin Hannelore Kraft im August 2010 für Gerd Bollermann in den Landtag ein, da Bollermann sein Landtagsmandat aufgrund seiner Ernennung zum Regierungspräsidenten des Regierungsbezirks Arnsberg niederlegte. Nach der vorgezogenen Neuwahl 2012 schied Stinka aus dem Landtag aus, als im Zuge des verpassten Direktmandats aufgrund der zahlreichen Überhangmandate für die SPD keine Möglichkeit bestand, über die Landesliste einzuziehen.
Am 4. Juli 2012 nominierte ihn der Landesvorstand der NRWSPD zum neuen Generalsekretär der Landespartei als Nachfolger von Michael Groschek. Dieses Amt führte er zunächst kommissarisch aus, auf dem ordentlichen Landesparteitag am 29. September 2012 wurde Stinka mit rund 91 % ins Amt gewählt. Am 21. Oktober 2015 rückte er für den ausgeschiedenen Abgeordneten Reiner Breuer in den Nordrhein-Westfälischen Landtag nach.
Nach der verlorenen Landtagswahl erklärte Stinka am 18. Mai 2017 seinen Rücktritt als Generalsekretär der NRW-SPD, seit Juni 2018 ist er Schatzmeister des Landesverbandes.
Bei den Landtagswahlen 2017 und 2022 verpasste er erneut das Direktmandat, zog aber jeweils über die Landesliste in den Landtag ein. In der 18. Wahlperiode ist er Sprecher der SPD-Landtagsfraktion für Wirtschaft, Industrie, Klimaschutz und Energie und von September 2023 bis Anfang November 2024 Fraktionsgeschäftsführer der SPD-Landtagsfraktion.
Seit dem 17. November 2018 ist André Stinka Landesvorsitzender des Umweltverbandes Naturfreunde NRW.